# Jan František Beckovský

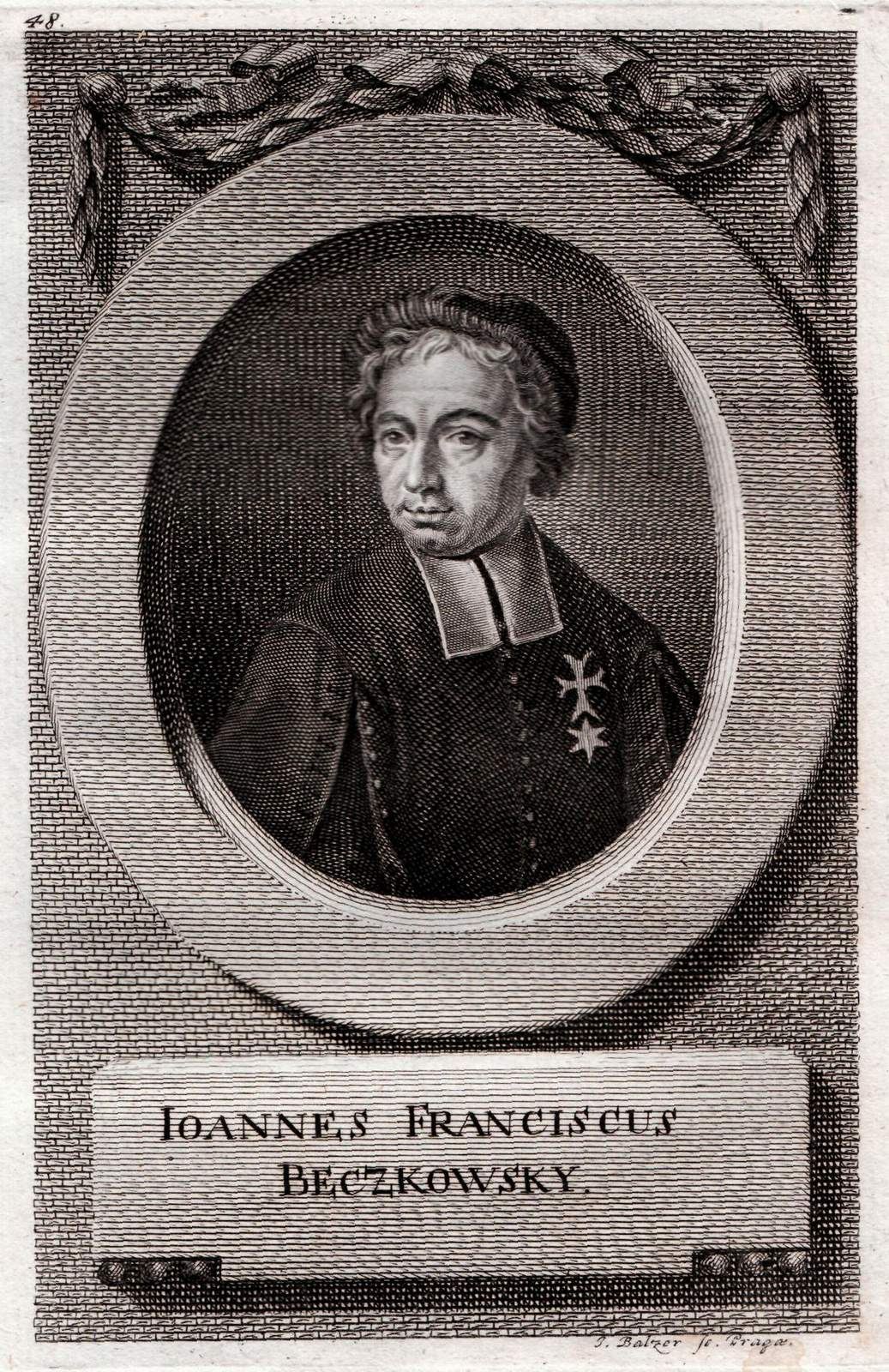
Jan František Beckovský
Kupferstich von Johann Balzer (1772)

Jan František Beckovský (* 18. August 1658 in Havlíčkův Brod; † 26. Dezember 1725 in Prag) war ein tschechischer Schriftsteller, Historiker, Übersetzer und Priester des ritterlichen Kreuzherrenordens mit dem roten Stern.
Er besuchte das Gymnasium in Deutschbrod und Brünn. Ab 1680 studierte er Philosophie in Wien. 1688 wurde er zum Priester geweiht. In den folgenden Jahren verwaltete er das Spital am Agneskloster in Prag.

## Werke
Er schrieb vor allem Tschechisch, aber auch in Latein und Deutsch. Er gab das älteste erhaltene böhmische Herbarium heraus. Dieses besteht aus 117 Blättern und etwa zweihundert verschiedenen getrockneten Pflanzen, bei denen er neben der lateinischen Bezeichnung auch die deutsche und tschechische aufführt. Allerdings enthält dieses Buch einige Fehler, ein Zeichen dafür, dass er nur ein Hobby-Botaniker war. Er übersetzte etwa dreißig Werke, größtenteils Lebensläufe Heiliger und kirchliche Schriften.
- Die Botschafterin alter böhmischer Ereignisse (Poselkyně starých příběhův Českých). Der Grund, dieses Buch zu schreiben, waren Ungenauigkeiten und Fehler in der Chronik des Václav Hájek z Libočan, die er bereinigte. Der erste Teil reicht bis ins Jahr 1526, der zweite blieb unvollständig und wurde nie publiziert. Das Werk ist prokatholisch und patriotisch geschrieben.
- Die betrübte Turteltaube, ein Gebetbuch, erschien unter seiner deutschen Namensvariante Johannes Beczkowskij in Prag. Es war Vorlage für ein weiteres Gebetbuch mit dem im typischen Barockstil erweiterten Titel Die betrübte und nach ihrem Geliebten seufzende Turteltaube …, das mehrfach in Süddeutschland aufgelegt wurde.